# James Agate
Pour les articles homonymes, voir Agate (homonymie).
James Evershed Agate (9 septembre 1877 – 6 juin 1947) est un diariste et critique dramatique britannique. Il travaille successivement pour le Guardian (1907–14), le Saturday Review (1921–23), et le Sunday Times (1923–47), ainsi que pour la BBC (1925–32).
Les journaux d'Agate et ses lettres, publiés dans une série de neuf volumes intitulés Ego, décrivent le théâtre britannique de son époque, ainsi que ses autres sujets d'intérêt parmi lesquels les sports, des commérages, et ses préoccupations personnelles sur sa santé et l'état précaire de ses finances. Outre ses critiques théâtrales, il a également écrit sur le cinéma et la littérature britannique, et publié trois romans, ainsi que des collections de ses essais sur le théâtre.

## Biographie

### Les premières années
Fils ainé de Charles James Agate (1832-1909), drapier, et de Eulalie Julia née Young, James Evershed Agate nait à Pendleton (en), près de Manchester. Son père a un vif intérêt pour la musique et le théâtre, dans les milieux desquels il a de nombreuses relations : Gustave Garcia (en), neveu de la prima donna Maria Malibran, était ami de Charles depuis qu'ils avaient été apprentis ensemble dans une manufacture de coton. Sa mère, élevée à Paris et à Heidelberg, était une pianiste accomplie. Grâce aux relations de sa famille avec les milieux artistiques allemands à Manchester, James Agate assiste à de nombreuses représentations dans sa jeunesse. En octobre 1912, Sarah Bernhardt visite la demeure des Agate, ce qui montre la place qu'avait cette famille dans la vie artistique locale. May, la sœur unique de James, étudiera par la suite l'art dramatique à Paris sous la direction de Sarah Bernhardt.
Après des études brillantes à la Giggleswick School (en) et à la Manchester Grammar School, il ne va pas à l'université, mais travaille pendant dix-sept années aux côtés de son père. Il fréquente les théâtres durant son temps libre, et admire les écrits critiques de George Bernard Shaw dans le Saturday Review, en rêvant de les imiter. En 1906, il écrit une lettre concernant une représentation dramatique à un journal local de Manchester. Elle est publiée, et l'éditeur propose à Agate d'écrire une rubrique théâtrale hebdomadaire. L'année suivante, Agate rejoint l'équipe de critiques du Manchester Guardian dirigée par Charles Edward Montague (en).
Dès ses débuts, Agate n'hésite pas à critiquer sévèrement les acteurs prédominants de la scène anglaise lorsqu'il l'estime justifié. Quelques mois après son entrée au Guardian, il écrit au sujet de la représentation de Herbert Beerbohm Tree dans Richard II : « C'était extraordinairement inintéressant ; il est étonnant de voir à quel point un rôle tragique convient mal à un acteur aussi remarquable que l'est indiscutablement, dans d'autres directions, Mr. Tree. ».
Agate écrit à cette époque une pièce, The After Years, que son biographe, Ivor Brown (en), décrit comme « pas vraiment un succès ». Un autre biographe, James Harding, dit de ses tentatives suivantes (une pièce et trois romans) qu'elles sont « de peu d'importance ».
En mai 1915, à l'âge de trente-sept ans, Agate s'engage comme volontaire dans le Royal Army Service Corps (en), et est envoyé en France. Il devait envoyer une série de lettres ouvertes au Manchester Guardian, relatant ses expériences ; elles furent réunies dans son premier livre, L. of C. (Lines of Communication). Sa connaissance des chevaux et le fait qu'il parlait français couramment font qu'Agate obtient un poste de fourrier (qu'il décrit dans le premier volume de Ego), dans lequel il réussit remarquablement. Son système de gestion des achats de fourrage à l'étranger et en temps de guerre fut reconnu par le Bureau de la Guerre et servit de base à un manuel officiel ; son nom figure sur le mémorial de guerre à Chapel-en-le-Frith dans le Derbyshire.
Après L of C, Agate publie un livre d'essais sur le théâtre, Buzz, Buzz!, en 1918. La même année, alors qu'il est toujours en service en France, il épouse Sidonie Joséphine Edmée Mourret-Castillon, fille d'un riche propriétaire terrien. Le mariage ne dure pas, et après un divorce à l'amiable, Agate ne connaitra plus que des relations homosexuelles,.

### Critique de théâtre à Londres
De retour à la vie civile, Agate continue sa carrière de critique de théâtre. En 1919, il publie un second livre d'essais, Alarums and Excursions (Bruits de bataille en coulisse). En 1921, il devient titulaire du poste tenu jadis au Saturday Review par Shaw (puis par Max Beerbohm), et en 1923, il passe au Sunday Times, où il restera critique dramatique jusqu'à sa mort. De 1925 à 1932, il occupe également le poste de critique dramatique à la BBC. Son premier journal, The Manchester Guardian, écrira par la suite : « Que Agate soit le premier critique dramatique de son temps peut être mis en doute par les admirateurs de Ivor Brown ou de Desmond MacCarthy, mais on ne peut discuter qu'il soit le premier critique de  théâtre. Il était né dans le théâtre, il comprenait le jeu des acteurs, il avait dans le sang les scènes françaises et anglaises. ».
Outre son travail comme critique de théâtre, Agate assure la critique de films pour le Tatler et la critique littéraire du Daily Express ; il a également des activités de loisir lui demandant beaucoup de temps et d'argent : c'est un passionné de cricket et de boxe, il possède des poneys Hackney de show, et c'est un golfeur enthousiaste. Toutes ces passions sont détaillées dans ses journaux personnels, publiés entre 1935 et sa mort dans une série de volumes intitulés Ego, Ego 2, Ego 3, etc. L'historien Jacques Barzun, admirateur de Agate et éditeur d'une réimpression des deux derniers volumes de Ego, mit le travail d'Agate en valeur en 2001., ce qui relança l'intérêt d'une nouvelle génération :

« Quand en 1932 il [Agate] décida de commencer un journal, il résolu de représenter toute sa vie, c'est-à-dire non seulement ses pensées et ses occupations quotidiennes, mais aussi ses conversations et sa correspondance avec d'autres, y compris ses frères et sa sœur, aussi originaux qu'il l'était lui-même. Le résultat, entrecoupé d'improvisations hilarantes, vaut le journal de Pepys pour ce qui est de la vie qu'il donne aux personnages et de la finesse des détails historiques. »

Alistair Cooke, un autre admirateur de Agate, consacra une de ses Lettres d'Amérique au « diariste suprême ».
Agate eut une succession de secrétaires, parmi lesquels Alan Dent (Jock), qui le servit pendant quatorze années, devint le plus important. Dent arriva chez Agate en septembre 1926 : « Il annonça qu'il s'appelait Alan Dent, qu'il habitait un endroit ridicule près d'Ayr, avait fait des études universitaires, détestait la médecine et refusait d'être médecin, admirait mon travail et voulait être mon secrétaire à tout prix, et avait marché depuis l'Écosse dans ce but. Regardant ses bottes, je compris que cette dernière affirmation avait seulement pour but de susciter ma pitié. » (Ego [1], p. 91.)
Les entrées du journal de Agate (constituant les neuf volumes de Ego) sont écrites dans un style décousu, où abondent les anecdotes et les nouvelles du jour, des extraits de sa volumineuse correspondance avec les lecteurs de ses critiques et de ses livres, des remarques amusantes sur son état de santé et celui de ses finances. Beaucoup d'entre elles mentionnent ses amis Herbert van Thal (en), George William Lyttelton, Dent et Pavia, ainsi que Edward Agate, son frère bien-aimé. Figurent aussi comme thèmes récurrents Maria Malibran, Sarah Bernhardt, Réjane, Rachel, l'affaire Dreyfus, William Shakespeare, et Charles Dickens. Son style est « franc et vigoureux, et toujours amusant, en dépit de son refus d'admettre qu'il existe de grands acteurs postérieurs à Henry Irving ». Il a été comparé à des critiques des générations précédentes, tels que Clement Scott (en) et A. B. Walkley : « Il admirait le pouvoir qu'avait eu Scott sur le Daily Telegraph durant le dernier tiers du dix-neuvième siècle, et appréciait l'élitisme et la francophilie de Walkley au Times durant la fin du règne de Victoria et la période  édouardienne. Agate cherchait à s'insérer dans cette tradition, et en conséquence ses critiques sont verbeuses et tendent à s'écouter parler, mais elles sont hautement révélatrices, intéressantes et amusantes ».
Agate fait en 1937 une adaptation d'une pièce allemande concernant l'affaire Dreyfus, I Accuse!(de Hans Rehfisch et Wilhelm Herzog (en)) qui n'eut aucun succès ; en revanche, ses notices théâtrales furent publiées dans une série de collections incluant Buzz, Buzz!, Playgoing, First Nights, More First Nights, etc., et gardent leur intérêt historique pour leur description du milieu théâtral londonien entre les deux guerres. Il écrivit également une importante anthologie, The English Dramatic Critics, 1660–1932, et une biographie de l'actrice Rachel, que Arnold Bennett déclara être « sans le moindre doute le meilleur traitement en anglais » de la question.
La santé de Agate se détériore durant la Seconde Guerre mondiale, et il commence à souffrir de troubles cardiaques. Il meurt soudainement à Londres, à l'âge de 69 ans, peu après avoir terminé le neuvième volume de Ego.